# Sonja Wigert
Sonja Wigert von Holstein-Rathlou, känd som Sonja Wigert, ursprungligen Hansen, född 11 november 1913 i Notodden, Norge, död 12 april 1980 i L'Alfàs del Pi, provinsen Alicante, Spanien, var en norsk-svensk skådespelare. Wigert var en framgångsrik filmstjärna i både Norge och Sverige under 1940-talet. Hon var aktiv i motståndskampen mot nazisterna och som spion i Norge under andra världskriget.
Wigert medverkade i omkring 30 filmer mellan 1934 och 1960, däribland i Tattarbruden (1937), Eli Sjursdotter (1938), Hennes lilla Majestät (1939), Fallet Ingegerd Bremssen (1942), Ombyte av tåg (1943), Räkna de lyckliga stunderna blott (1944) och Mitt folk är icke ditt (1944).

## Biografi

### Tidiga år
Wigert var dotter till major Sigvald Hansen och hans maka Carmen, född Kirsebom. Hon föddes 1913 i Notodden i Norge. Hon kom att få två yngre bröder, Knut och Erik, vilka liksom hon antog släktnamnet Wigert. Hon växte upp i Skien, tog balettlektioner i stadens dansskola och debuterade på dess scen som tioåring. Hon drömde om att bli balettdansös eller modetecknare. Efter att ha studerat vid Statens håndverks- og kunstindustriskole i Oslo arbetade hon en tid på Sidenhuset i samma stad. Sedan reste hon utomlands för att studera franska i Paris och Schweiz. När hon återvände hem var det meningen att hon skulle påbörja handelsstudier och bli kontorist. Men då tävlingen “Finn Norges Garbo!” utlystes blev hon anmäld dit. Hon placerade sig på delad förstaplats, fick en liten filmroll i Sangen om Rondane, 1934, och därefter även engagemang som elev och sufflös vid Det norske teatret samma år. Året efter sin skådespelardebut tog hon sig efternamnet Wigert, vilket var hennes mormors flicknamn. Åren 1935–1938 var hon engagerad vid Det Nye Teater och 1938–1939 vid Nationaltheatret.

### Tidig filmkarriär
Wigert fick snabbt framgångar med lustspel som Bröderna Östermans huskors, Fröken Kyrkråtta och Vår i luften, samt spelade även revy på Scala och Chat Noir. I radio lanserade hon schlagern ”Finnes det en liten gutt” (1937). Sitt filmgenombrott i Norge fick hon i Tancred Ibsens Tattarbruden (med originaltiteln Fant) (1937). På Nationaltheatret fick hon ett genombrott som karaktärsskådespelare i Kaj Munks Diktatorinnen (1939).
Wigert spelade titelrollen i Leif Sindings och Arne Bornebuschs påkostade allmogedrama Eli Sjursdotter (1938), som utspelar sig år 1719, under det stora nordiska kriget. Schamyl Bauman lockade därefter över henne till Sverige med filmengagemang i melodramat I dag börjar livet mot Sture Lagerwall, och 1939 flyttade hon till Stockholm. I komedifilmen Hennes lilla Majestät (1939), baserad på en pjäs av Karl Gerhard, spelade Wigert den bortskämda norska redardottern Marianne, som får lära sig nya perspektiv hos den okonventionelle och moderne prästen Bengt.

### Svenskt genombrott och karriär
Sitt stora svenska filmgenombrott fick Wigert i Anders Henriksons drama Fallet Ingegerd Bremssen (1942), baserat på Dagmar Edqvists uppmärksammade roman från 1937, som i sin tur baserats på ett verkligt fall. Distriktssköterskan Ingegerd Bremssen blir en kväll på väg hem från sitt arbete överfallen och våldtagen. Hon chockas svårt, bryter upp från sitt liv och ger sig iväg. Filmens regissör spelar själv den doktor som tar på sig att behandla den traumatiserade Ingegerd, så att hon kan påbörja det långsiktiga arbetet med att återhämta sig från det hon upplevt. Filmen fick genomgående beröm för sitt ambitiösa ämne samt för den skärpa och omsorgsfullhet med vilket det behandlades.
I Hasse Ekmans film Ombyte av tåg (1943) spelade Wigert skådespelaren Inga Dahl, som råkar möta sin ungdomskärlek Joakim på en järnvägsstation och filmen följer deras kärlekssagas början och slut. Filmen är en ömsint och vemodig berättelse om två människor som inte kan få varandra, trots sin kärlek. Det var en av Wigerts egna favoritfilmroller. Det sentimentala kärleksdramat Räkna de lyckliga stunderna blott (1944) i regi av Rune Carlsten handlar om en ung jurist som under 1800-talets sista decennium förälskat sig i den vackra sömmerskan Annemarie, spelad av Wigert, och deras omöjliga kärlekssaga. Hon kom att motta en Charlie för denna roll.
Wigert medverkade även i filmer som Ungt blod (1937), Hennes melodi (1940), Jag älskar dig, argbigga (1946), En fluga gör ingen sommar (1947), Den hemlighetsfulla våningen (1948), Vi flyger på Rio  (1949), Kvinnan bakom allt (1951) och I dimma dold (1953). Hon medverkade också i den amerikanska tv-serien Foreign Intrigue (1954), där hon spelade mot bland andra Gerald Mohr. Totalt spelade hon in 22 filmer i Sverige, inklusive två norska samproduktioner, en handfull filmer i Norge samt ett par i Danmark. Hon spelade till en början främst ljuva flickroller, men med tiden blev det också ett antal kvinnoporträtt med söndertrasade nerver och själar, samt en del sensuella och sofistikerade förförerskor. Wigert var gåtfull och hade en flärdfull och världsvan utstrålning, något som var sällsynt i de svenska skådespelarleden vid tiden och för tankarna till en nordisk Vivien Leigh.

### Spioneri åt motståndsrörelsen
Wigert skulle dock komma att få dubbel användning för sin skådespelartalang. Hennes verkliga liv var än mer dramatiskt än det på vita duken och under andra världskriget levde hon ett dubbelliv. Från år 1941 samarbetade Sonja Wigert med den norska motståndsrörelsen och 1942 blev hon även svensk spion. Hon fick i uppdrag av den svenska generalstaben att resa till Norge för att göra efterforskningar bland tyska officerare, däribland Josef Terboven, som var rikskommissarie i det ockuperade Norge. Hennes täcknamn var ”Bill”. Hon erbjöd Terboven att spionera på Sverige för hans räkning, men var hela tiden svensk dubbelagent. Terboven, som var svag för vackra skådespelerskor och uppvaktade henne, gick i fällan. På så vis kunde svenskarna bland annat få upplysningar som avslöjade Gestapos högsta chef i Sverige samt ett par tyska agenter. Wigerts främsta mål var att rädda sin far som hölls fånge i Grini, nazisternas interneringsläger för politiska fångar, som låg utanför Oslo, men hon hade även tidigare vänt sig mot nazismen.
Det var ett högt spel hon spelade och risken fanns att både hon och hennes familj skulle utsättas för nazisternas hämnd om hon blev påkommen. Planen lyckades dock och fadern samt även andra fångar släpptes fria. Hon lyckades också evakuera hela sin familj från Norge. Wigert började dessutom arbeta för amerikanerna och Office of Strategic Services (OSS), föregångare till CIA. Stockholm och Grand Hôtel var en viktig knutpunkt för spioner under kriget och där var hon en nyckelperson. Hon spelade sin roll väl och bidrog till att en rad nazister utvisades ur landet. Hon skulle senare berätta att ”Det hela var förfärligt. Det var en plåga att uppträda både på teatern och filmen medan denna komedi pågick, men det värsta var emellertid den iskyla som mötte mig bland mina vänner.” Hösten 1943 hade nazisterna nämligen förstått att Wigert inte var tyskvänlig och hon kunde därför inte uträtta mer i sitt uppdrag. De spred då som hämnd ut lögner om henne, vilket ledde till att hon blev utfryst i Sverige och även i Norge. Efter kriget försökte flera som kände till hennes insatser rentvå hennes namn i Norge, men utan större framgång. Hennes telefon slutade ringa, folk hälsade inte på henne och hon blev inte längre bjuden på middagar. Ryktet sade att hon var tysk spion. En av få som hela tiden stod kvar vid hennes sida var kollegan och nära vännen Sture Lagerwall. Redan 1945 berättade Wigert, för att rentvå sig, i en tidningsintervju om hur hon hade arbetat som agent mot tyskarna. År 1946 blev hon delvis rentvådd, men hela sanningen om hennes insats blev inte uppdagad förrän uppgifterna släpptes ur den svenska säkerhetspolisens arkiv, drygt 25 år efter hennes död.

### Mitt folk är icke dittoch senare karriär
Motståndsdramat Mitt folk är icke ditt (1944), regisserad av Weyler Hildebrand, påminner mycket om Wigerts egna erfarenheter under kriget. Hon spelar i filmen pianisten Else Hill, som efter framgångar utomlands återvänder hem. Landet ockuperas av främmande makt och dess högsta befäl är major Rolf von Ritter, med vilken Else hade en kärleksrelation före kriget. Elses far blir angiven som tänkbar ledare inom motståndsrörelsen. Hon söker då upp von Ritter för att försöka rädda sin far och spelar med när han vill förföra henne, för att han ska hjälpa henne. Rollen som Else är starkt spelad av Sonja Wigert, som med skärpa i rösten förmedlar både äkthet och nerv. Hon hade personligen genomgått något mycket snarlikt i verkligheten och fick betala ett högt pris för sitt livs mest krävande roll, likt flera andra kvinnliga spioner vid den tiden.
Parallellt med att vara en av svensk films främsta filmstjärnor fortsatte Wigert sin teaterkarriär i Sverige, Norge, Danmark och Finland. Bland annat spelade hon i Kokottskolan på Folkteatern i Stockholm 1941, på Nya Teatern i Stockholm medverkade hon i Molières Misantropen 1944 och Kameliadamen 1945, en bejublad Blanche DuBois i Tennessee Williams Linje Lusta på Trøndelag Teater i Trondheim 1946, Min fru går igen på Det Ny Teater i Köpenhamn 1946, i Casinorevyns Klart annorlunda på Blancheteatern 1957 och rollen som Maxime Faulk i Tennesse Williams Iguanans natt på Vasateatern 1962. Hon turnerade även med bland annat Hasse Ekmans komedi Gungstolen (1964) och Noël Cowards Jag älskar dig, markatta (1967) med Riksteatern runtom i Sverige. Hon spelade också på scener som Oscarsteatern, Skansenteatern och Alléteatern.

### Privatliv och senare år
Sonja Wigert var gift första gången 1939–1941 med den svenske journalisten och filmmanusförfattaren Torsten Flodén och andra gången från 1945 med den danske flygkaptenen Niels von Holstein-Rathlou (1910–1949), vilken omkom i en flygolycka i ett Spitfireflygplan, som störtade över Öresund hösten 1949.
Under 1950-talet drev Wigert och en skådespelarkollega en bensinmack i Stockholm. Sin sista film spelade hon in 1960 och under 1960-talet drog hon sig allt mer tillbaka från skådespeleriet. År 1969 flyttade hon till Spanien. Sonja Wigert dog 1980 och hon är begravd i Alfaz del Pi, norr om Benidorm i Spanien.

## Betydelse
Sonja Wigert medverkade i omkring 30 filmer och en mängd pjäser runtom i Norden under sin 30 år långa skådespelarkarriär. Hon var en spirituell komedienn och dramatisk aktris, som också blev en viktig motståndskämpe. Hon fick dock aldrig den upprättelse eller det erkännande hennes betydelsefulla insatser under andra världskriget förtjänade.
År 2019 hade dock Jens Jonssons internationella långfilm Spionen premiär. Filmen baserar sig på Iselin Theiens bok Sonja Wigert – et dobbeltliv (2010) och handlar om Wigerts ofrivilliga spionverksamhet under kriget. Sonja Wigert gestaltas i filmen av Ingrid Bolsø Berdal.

## Filmografi
- 1934 – Sangen om Rondane
- 1937 – Tattarbruden
- 1937 – Ungt blod
- 1938 – Eli Sjursdotter
- 1939 – I dag börjar livet
- 1939 – Hennes lilla Majestät
- 1940 – Hennes melodi
- 1940 – Frestelse
- 1940 – Romans
- 1941 – Ung dam med tur
- 1941 – Den kärleken, den kärleken!
- 1942 – Ungdom i bojor
- 1942 – Fallet Ingegerd Bremssen
- 1943 – Ombyte av tåg
- 1943 – Älskling, jag ger mig
- 1944 – ... och alla dessa kvinnor
- 1944 – Räkna de lyckliga stunderna blott
- 1944 – Mitt folk är icke ditt
- 1944 – Ungdom med stil (kortfilm)
- 1945 – Flickor i hamn
- 1945 – Blod och eld
- 1946 – Morfin
- 1946 – Onsdagsväninnan
- 1946 – Jag älskar dig, argbigga
- 1947 – En fluga gör ingen sommar
- 1948 – Den hemlighetsfulla våningen
- 1949 – Vi flyger på Rio
- 1951 – Dårskapens hus
- 1951 – Kvinnan bakom allt
- 1953 – I dimma dold
- 1954 – Foreign Intrigue (TV-serie)
- 1955 – Danssalongen
- 1958 – Lån meg din kone
- 1960 – Eventyrrejsen

## Teaterroller (ej komplett)
| År   | Roll                      | Produktion                                                                             | Regi             | Teater                  |
| ---- | ------------------------- | -------------------------------------------------------------------------------------- | ---------------- | ----------------------- |
| 1941 |                           | Kokottskolan, revy Karl Gerhard                                                        | Karl Gerhard     | Folkteatern             |
| 1942 | Marina Verani             | 24 röda rosor (Due dozzine di rose scarlatte) Aldo de Benedetti                        | Per-Axel Branner | Nya Teatern             |
| 1944 | Kitty Duval               | Livet är ju härligt (The Time Of Your Life) William Saroyan                            | Per Knutzon      | Oscarsteatern           |
| 1944 | Arsinoe                   | Misantropen (Le misanthrope) Molière                                                   | Sam Besekow      | Nya Teatern             |
| 1944 | Mabel Condomine           | Min fru går igen (Blithe Spirit) Noël Coward                                           | Per-Axel Branner | Nya Teatern             |
| 1945 |                           | Kameliadamen (La Dame aux camélias) Alexandre Dumas d.y.                               | Per-Axel Branner | Nya Teatern             |
| 1947 |                           | Det var en gång… (Det var engang) Holger Drachmann                                     | Åke Ohberg       | Skansens friluftsteater |
| 1949 | Suzanne                   | Den lilla hyddan (La petite hutte) André Roussin                                       | Per-Axel Branner | Nya Teatern             |
| 1949 |                           | Fröjd för stunden (Present Laughter) Noël Coward                                       | Ernst Eklund     | Lisebergsteatern        |
| 1950 |                           | Jag älskar dig, markatta (Private Lives) Noël Coward                                   | Ernst Eklund     | Lisebergsteatern        |
| 1951 | Nellie                    | Vem är Sylvia? (Who Is Sylvia) Terence Rattigan                                        | Martha Lundholm  | Vasateatern             |
| 1953 |                           | Min fru går igen (Blithe Spirit) Noël Coward                                           | Per-Axel Branner | Lisebergsteatern        |
| 1954 | Helena                    | Sköna Helenas privatliv (Helene, ou La joie de vivre) André Roussin och Madeleine Gray | Per-Axel Branner | Nya Teatern             |
| 1955 | Markisinnan Matilde Spina | Henrik IV (Enrico IV) Luigi Pirandello                                                 | Per-Axel Branner | Nya Teatern             |
| 1955 | Carol Churt               | Min fru på drift (This Was a Man) Noël Coward                                          | Frank Sundström  | Nya Teatern             |
| 1955 | Damen                     | Tre Amerikaner: En telefonsignal (A Telephone Call) Dorothy Parker                     | Claes Thelander  | Nya Teatern             |
| 1955 | Laura Foster              | Simon och Laura (Simon and Laura) Alan Melville                                        | Per-Axel Branner | Nya Teatern             |
| 1957 | Eva                       | Klart annorlunda, revy Gösta Bernhard och Stig Bergendorff                             | Gösta Bernhard   | Blancheteatern          |
| 1962 | Maxime Faulk              | Iguanans natt (The Night of the Iguana) Tennessee Williams                             | Per Gerhard      | Vasateatern             |